# Comandante Supremo das Forças Armadas Unificadas da Organização do Tratado de Varsóvia
O Comandante Supremo das Forças Armadas Unificadas da Organização do Tratado de Varsóvia (em russo: Главнокомандующие Объединёнными вооружёнными силами стран-участниц Варшавского договора; romaniz.: Glavnokomanduyushchiye Obyedinonnymi vooruzhonnymi silami stran-uchastnits Varshavskogo dogovora), ou simplesmente Comandante Supremo do Pacto de Varsóvia era um posto de comando geral das forças militares do Pacto de Varsóvia. Além disso, o Comandante Supremo também foi Primeiro Vice-Ministro da Defesa da União Soviética. O cargo, instituído em 1955 e extinto em 1991, sempre foi ocupado por um oficial militar soviético. 

## Lista de titulares
| N°. | Retrato | (Patente) Nome (Nascimento–Morte)                          | Mandato              | Mandato                  | Mandato          | Ramo de Defesa     | Ref.        |
| N°. | Retrato | (Patente) Nome (Nascimento–Morte)                          | Início               | Fim                      | Tempo no cargo   | Ramo de Defesa     | Ref.        |
| --- | ------- | ---------------------------------------------------------- | -------------------- | ------------------------ | ---------------- | ------------------ | ----------- |
| 1   |         | Marechal da União Soviética Ivan Konev (1897–1973)         | 14 de maio de 1955   | Abril de 1960            | 4 anos, 10 meses | Exército Soviético | [ 2 ]       |
| 2   |         | Marechal da União Soviética Andrei Grechko (1903–1976) [a] | Abril de 1960        | 12 de abril de 1967      | 7 anos           | Exército Soviético | [ 3 ]       |
| 3   |         | Marechal da União Soviética Ivan Yakubovsky (1912–1976)    | 12 de abril de 1967  | 30 de novembro de 1976 † | 9 anos, 232 dias | Exército Soviético | [ 4 ]       |
| 4   |         | Marechal da União Soviética Viktor Kulikov (1921–2013)     | 7 de janeiro de 1977 | Fevereiro de 1989        | 12 anos          | Exército Soviético | [ 5 ] [ 6 ] |
| 5   |         | General do Exército Pyotr Lushev (1923–1997)               | Fevereiro de 1989    | 1 de julho de 1991       | 2 anos, 5 meses  | Exército Soviético | [ 7 ]       |